# Stanisław Woś (chirurg)
Stanisław Woś (ur. 4 listopada 1941 w Jagielle) – polski chirurg, profesor nauk medycznych, prorektor Śląskiej Akademii Medycznej w Katowicach.

## Życiorys
W 1997 r. uzyskał tytuł profesora nauk medycznych. Był zatrudniony stanowisku profesora zwyczajnego w II Katedrze i Klinice Kardiochirurgii na Wydziale Lekarskim Śląskiego Uniwersytetu Medycznego w Katowicach. Pracował w Śląskiej Wyższej Szkole Medycznej w Katowicach.

## Odznaczenia
- Medal Komisji Edukacji Narodowej[2]
- Krzyż Kawalerski Orderu Odrodzenia Polski (1999)[3]
- Krzyż Oficerski Orderu Odrodzenia Polski (2004)[4]
- Medal za Ofiarność i Odwagę[2]
- Złoty Laur Umiejętności i Kompetencji Regionalnej Izby Gospodarczej[2]
- Platynowy Laur „ Pro publico bono 2007”[2]
- Odznaka honorowa „Zasłużony dla Województwa Podkarpackiego"[2]
- „Honorowa odznaka Zrzeszenia Studentów Polskich"[2]
- Odznaka honorowa „Za wzorową pracę w służbie zdrowia”[2]